# 赫勒萬省
赫勒萬省（阿拉伯语：محافظة حلوان）原是埃及的一个省，位于埃及北部，尼罗河以東。该省以前为開羅省的一部分、開羅的東南郊。2008年4月17日析置。首府赫勒萬。2011年“赫尔万省”再次划归开罗省。